# 安托阿内塔·斯坦芳诺娃

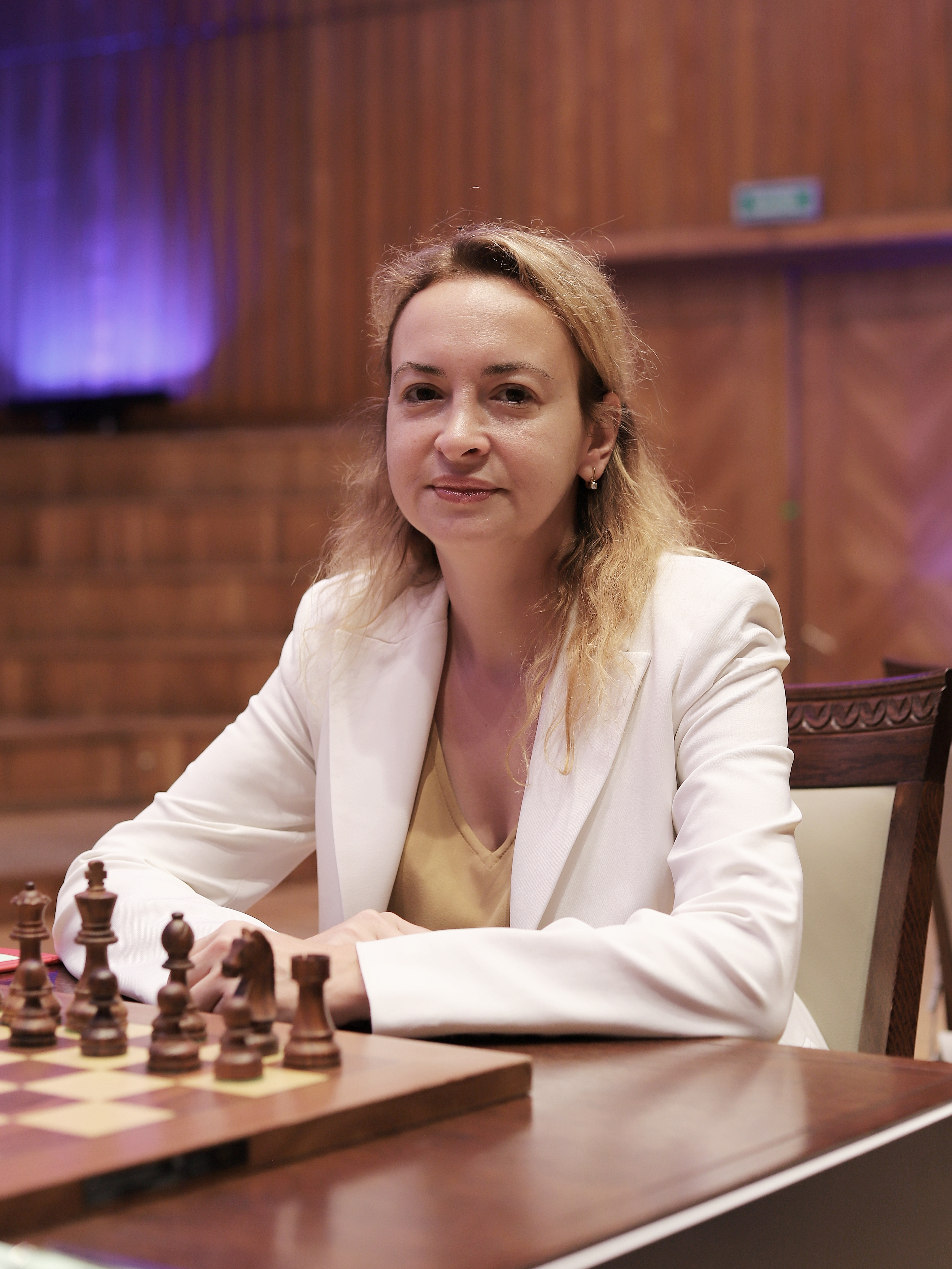
安托阿内塔·斯特凡诺娃

安托阿内塔·斯特凡诺娃（Антоанета Стефанова，1979年4月19日—），保加利亚国际象棋棋手，曾于2004年获得女子国际象棋世界冠军，2008年在第一届世界智力运动会上获国际象棋女子个人超快棋赛银牌和女子个人快棋赛金牌。2012年获世界女子国际象棋快棋锦标赛冠军。

## 延伸阅读
- 安托阿内塔·斯坦芳诺娃的国际棋联等级分卡
- Antoaneta Stefanova （页面存档备份，存于） games at 365Chess.com
- 安托阿内塔·斯坦芳诺娃－在ChessGames.com的棋手檔案
- Antoaneta Stefanova （页面存档备份，存于） chess games and profile at Chess-DB.com
- Interview with GM Antoaneta Stefanova （页面存档备份，存于） Chessdom